# ویت استیلمن
ویت استیلمن (انگلیسی: Whit Stillman؛ زادهٔ ۲۵ ژانویهٔ ۱۹۵۲) کارگردان فیلم، فیلم‌نامه‌نویس، تهیه‌کننده فیلم، و بازیگر اهل ایالات متحده آمریکا است.

## گزیده فیلمشناسی
از فیلم‌هایی که وی در آن‌ها نقش داشته‌است، می‌توان به فراموش خواهیم شد اشاره نمود.